# Branko Jelić
Branko Jelić (in serbo Бранко Јелић?; Banja Luka, 5 maggio 1977) è un ex calciatore serbo, di ruolo attaccante.

## Palmarès

### Club

#### Competizioni nazionali
- Campionato jugoslavo: 1

Stella Rossa: 2000-2001
- Coppa di Serbia e Montenegro: 1

Stella Rossa: 2001-2002

### Individuale
- Capocannoniere del campionato cinese: 1

2005 (21 gol)